# Latécoère 28

Plan 3 vues

Le Latécoère 28 (ou Laté 28) est un avion de la compagnie Latécoère rendu célèbre par son utilisation dans les liaisons postales entre la France et l'Amérique du Sud au service de l'Aéropostale puis de Air France, dans les années 1930. Il fut surnommé affectueusement par les pilotes, « le miracle des loups » en référence à un film à succès, sorti en 1924, tant ses réelles qualités firent penser qu'il pourrait sauver la compagnie Aéropostale, en pleine tourmente financière. C'est également sur une version modifiée en hydravion à flotteurs, le 28.3, que Jean Mermoz a réussi la première traversée commerciale de l'Atlantique Sud, le 12 mai 1930.

## Conception et développement du Laté 28.0 et 28.1
C'était un avion monomoteur à aile haute de type "parasol" et à hélice bipale, capable d'emporter 8 passagers. Conçu par Marcel Moine, il fut construit à environ 50 exemplaires, de 1928 à 1932, soit avec un moteur Renault 12Jb de 500 cv (Laté 28.0) soit plus régulièrement avec un modèle Hispano-Suiza 12Hbr de 500 cv également (Laté 28.1). Sa première mise en service, sur la ligne postaleToulouse-Casablanca, se fit au mois de mai 1930, avant d'être opérationnel sur l'ensemble du réseau de l'Aéropostale, de l'Afrique Occidentale à l'Amérique du Sud.

## La traversée de l'Atlantique Sud du Laté 28.3
Après avoir battu le record du monde de distance pour hydravion en circuit fermé, les 11 et 12 avril 1930, l'équipage composé de Jean Mermoz, pilote, Jean Dabry, navigateur et Léopold Gimié, radio, réussit la première traversée commerciale de l'Atlantique Sud, le 12 mai 1930, aux commandes d'un Laté 28.3. L'hydravion, immatriculée F-AJNQ avait et baptisé Comte-de-La-Vaulx, en souvenir de Henry de La Vaulx, personnalité de l'aéronautique disparue le 18 avril précédent, qui accompagna Jean Mermoz et Alexandre Collenot, sur un vol épique dans la Cordillère des Andes. La traversée de 3 200 km de distance, de Saint-Louis-du-Sénégal à Natal, au Brésil, fut réalisée en 21 heures 30 minutes avec 130 kilos de courrier. Malheureusement un drame entacha leur exploit, avec la disparition dans le Río de la Plata au large de  Montevideo, de l'équipage du Laté 28 N° 918, composé de Elysée Négrin et du radio Pruneta, ainsi que du directeur d'exploitation de l'Aéropostale en Amérique du Sud, Julien Pranville. Avec eux, deux passagers brésiliens dont un seul survivra, grâce à la ceinture de sauvetage donnée par l'équipage. Le vol retour du Comte-de-la-Vaulx vers l'Afrique se fit dans la douleur après le remplacement des flotteurs, puisqu'entre le 31 mai et le 8 juillet, Mermoz réalisa pas moins de 52 tentatives d'envol avant de réussir à arracher l'avion aux flots, lors de son 53ème essai, alors que des ordres arrivaient tout juste de France, demandant d'embarquer l'avion sur un bateau. Mais certainement fatigué par tant d'essais, le moteur de l'appareil surchauffa et se mit à perdre beaucoup d'huile lors du vol retour, obligeant son équipage à amerrir en haute mer, à environ 800 kilomètres de Dakar. Et si les 3 hommes et le courrier purent être sauvés par le navire aviso le Phocée, les tentatives de prise en remorque de l'hydravion échouèrent et ce dernier finit par sombrer.

## Les records internationaux pour hydravions des Laté 28.3 et 28.5
- 05 mars 1930 - Vitesse sur 100 km avec charge de 2000 kg ; 220,026 km/h. Équipage, Prévot et Hoff.
- 06 mars 1930 - Vitesse sur 500 km avec charge de 2000 kg ; 202,092 km/h. Équipage, Prévot et Hoff.
- 11-12 avril 1930 - Distance en circuit fermé avec charge nulle ; 4308 km. Équipage, Mermoz, Dabry et Gimié.
- 16-17 avril 1930 - Distance en circuit fermé avec charge de 500 kg ; 4202,5 km. Équipage, Pâris et Hébert.
- 12-13 mai 1930 - Distance en ligne droite, de St Louis du Sénégal à Natal ; 3173 km. Équipage, Mermoz, Dabry et Gimié.
- 21-22 juin 1930 - Distance en circuit fermé avec charge de 1000 kg ; 2854,35 km. Équipage, Pâris et Hébert.
- 21-22 juin 1930 - Durée avec charge de 1000 kg ; 20 h 02 min 38 s. Équipage, Pâris et Hébert.
- 23 juin 1930 - Vitesse sur 1000 km avec charge de 1000 kg ; 190,004 km/h. Équipage, Pâris et Hébert.
- 23 juin 1930 - Vitesse sur 2000 km avec charge nulle ; 185,931 km/h. Équipage, Pâris et Hébert.
- 23 juin 1930 - Vitesse sur 2000 km avec charge de 500 kg ; 185,931 km/h. Équipage, Pâris et Hébert.
- 23 juin 1930 - Vitesse sur 2000 km avec charge de 1000 kg ; 185,931 km/h. Équipage, Pâris et Hébert.
- 16-17 juillet 1930 - Durée avec charge de 2000 kg ; 31 h 01 min 31 s. Équipage, Pâris et Hébert.
- 4 et 5 juin 1931 - Vitesse sur 5000 km avec charge nulle : 139,567 km/h. Équipage, Pâris et Hébert.

## Carrière opérationnelle
S'il ne fut pas développé pour l'aviation commerciale, car l'État imposait plusieurs moteurs aux avions pour survoler les océans, le Laté 28.3 connut malgré tout une adaptation aux besoins militaires, via sa version 28.5. Et si le prototype 29.0 resta unique, ses dérivés qui devinrent 290, 291, 292… furent commandés en série par la Marine dès 1932, qui l'utilisa dans le rôle de bombardier-torpilleur et d'avion de patrouille maritime jusqu'en 1940. C'est aux commandes d'un de ces appareils en version 293, dont il était pilote d'essai pour le fabricant, que Antoine de Saint-Exupéry manqua de se noyer, en s'abîmant dans la baie de Hyères, le 21 décembre 1933.

## Variantes
Laté 28.0
Production initiale avec un moteur Renault 12Jbr de 500 ch, produit à 17 exemplaires, (certains furent transformés en 28.1).
Laté 28.1
Production suivante avec un moteur Hispano-Suiza 12Hbxr de 500 ch, produit à 29 exemplaires, (certains furent ensuite ramenés au standard 28.0).
Laté 28.2
Unique exemplaire (N° 948), doté d'un moteur Hispano-Suiza 12Nbr de 650 ch, et titulaire de 5 records internationaux de vitesse avec charge, en mars et avril 1931.
Laté 28.3
Hydravion de transport postal, construit à 9 exemplaires, et titulaire de nombreux records internationaux pour hydravions, dont 4 redevinrent des appareils « terrestres » et 3 entrèrent en service à Air-France, sous la désignation Latécoère 28.1/H.
Laté 28.3/H
Version terrestre du 28.3, un construit.
Laté 28.3-I
Cellule destinée à devenir une version 28.3 hydravion, mais qui fut achevée au standard d'appareil « terrestre » proche du standard 28.1, à un unique exemplaire.

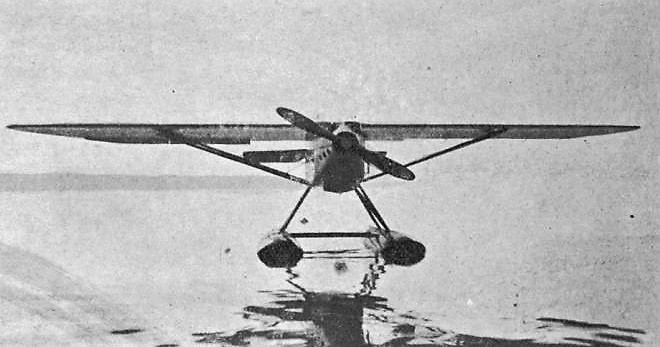
Latécoère 28.3

Laté 28.4-I
Version unique du Laté 28.3-I remotorisée avec un moteur en étoile de 14 cylindres, Gnome et Rhône 14Kb Mistral Major de 700 ch.
Laté 28.5
Version unique d'un Hydravion de raid sur base du modèle 28.3, commandé par la Marine National et baptisé « La Frégate  ». Il disposait d'une structure renforcée, avec un moteur Hispano-Suiza 12Nbr de 650 ch et des flotteurs élargis. Il battit 16 records mondiaux pour hydravions, entre 1930 et 1931, avec 5 pilotes différents, dont le lieutenant de vaisseau Paulin Louis Jérôme Paris. Il fut ensuite transformé en hydravion torpilleur, en août 1931 et devint le prototype de la version aéronavale du Laté 29.0 N°1
Laté 28.6-1

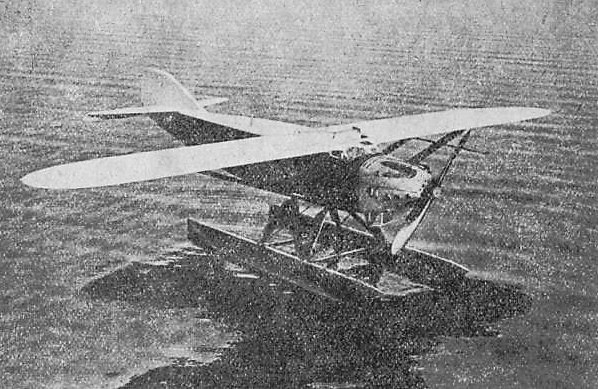

Version d'exportation pour le Venezuela, propulsé par un moteur Hispano-Suiza 12Nbr de 650 ch, et construits à 3 exemplaires.
Laté 28.8
Exemplaire unique, immatriculé F-AJXL, destiné à battre des records internationaux de distance et de durée, il était doté d'une envergure élargie, d'un empennage agrandi et d'une très grande autonomie. L'appareil se brisa en vol, lors de tests effectués en août 1930, son pilote Jean Mermoz, ayant la vie sauve grâce à son parachute.
Laté 28.9-1
Projet de bombardier triplace terrestre, doté d'une mitrailleuses Vickers, d'une tourelle dorsale TO-9 avec jumelage de mitrailleuses Lewis, ainsi que diverses combinaisons de lance-bombes et de supports de caméras dans la cabine passagers. Ces préparations furent seulement adaptées aux 3 appareils 28.6-1 vendus au Vénézuela.

## Opérateurs

### Civils
Argentine
- Aeropostala Argentina

 France
- Aéropostale
- Air France

 Venezuela
- Aviacon Aeropostal Venezolana
- Linea Aeropostal Venezolana

### Militaires
République espagnole
- Fuerzas Aéreas de la República Española

 Venezuela
- Aviation nationale du Venezuela